# Club Ninja
Club Ninja je desáté studiové album americké hardrockové kapely Blue Öyster Cult. Vydáno bylo v prosinci roku 1985 společností Columbia Records a jeho producentem byl Sandy Pearlman. Jde o první album v historii kapely, na němž nehrál klávesista Allen Lanier.

## Seznam skladeb
1. White Flags – 4:41
2. Dancin' in the Ruins – 4:00
3. Make Rock Not War – 3:58
4. Perfect Water – 5:31
5. Spy in the House of the Night – 4:23
6. Beat 'Em Up – 3:24
7. When the War Comes Home – 6:02
8. Shadow Warrior – 5:42
9. Madness to the Method – 7:25

## Obsazení
Blue Öyster Cult
- Eric Bloom – zpěv, kytara
- Donald „Buck Dharma“ Roeser – zpěv, kytara, klávesy
- Joe Bouchard – baskytara, zpěv, kytara
- Tommy Zvoncheck – syntezátor, klavír, varhany
- Jimmy Wilcox – perkuse, doprovodné vokály

Ostatní hudebníci
- Thommy Price – bicí
- Phil Grande – kytara
- Kenny Aaronson – baskytara
- David Lucas – doprovodné vokály
- Joni Peltz – doprovodné vokály
- Dave Immer – doprovodné vokály
- Joe Caro – doprovodné vokály
- Howard Stern – úvod